# Ernst Biehler
Ernst Biehler (Ulma, 7 giugno 1903 – Ulma, 26 maggio 1997) è stato un generale tedesco della Wehrmacht durante la Seconda guerra mondiale.
Raggiunto il grado di tenente colonnello ancora in giovane età, il 10 luglio 1943 gli venne affidato un ruolo nello stato maggiore della 24ª divisione di fanteria ed ottenne poco dopo la medaglia d'oro della croce tedesca. Biehler ottenne quindi l'avanzamento di grado a maggiore generale e durante il secondo conflitto mondiale la guida della 205ª divisione di fanteria. All'inizio del 1945 venne nominato comandante della fortezza di Francoforte sull'Oder, ma dovette capitolare poco dopo per la disfatta della Wehrmacht.